# الطب التبتي التقليدي
الطب التبتي التقليدي (التبتية: བོད་ཀྱི་གསོ་བ་རིག་པ་، ويلي: bod kyi gso ba rig pa)، يعرف أيضًا باسم طب سوا -ريجبا (بالإنجليزية: Sowa-Rigpa)، وهو نظام طبي تقليدي قديم يستخدم نهجًا معقدًا للتشخيص ويتضمن تقنيات مثل تحليل النبض وتحليل البول، كما يستخدم السلوك وتعديل النظام الغذائي والأدوية التي تتكون من مواد طبيعية (مثل الأعشاب والمعادن) والعلاجات الفيزيائية (مثل الوخز بالإبر التبتية واستخدام moxabustion وما إلى ذلك) لعلاج الأمراض.
يستند النظام الطبي في التبت إلى الأدب البوذي الهندي (على سبيل المثال: Abhidharma و Vajrayana tantras) و Ayurveda. لا تزال تمارس في التبت والهند ونيبال ولاداخ وسيبيريا ومنغوليا، كذلك في الآونة الأخيرة في أجزاء من أوروبا وأمريكا الشمالية وهي تعتنق الاعتقاد البوذي التقليدي بأن جميع الأمراض تنتج في نهاية المطاف من السموم الثلاثة: الوهم والجشع والنفور. يتبع الطب التبتي حقائق بوذا النبيلة الأربعة التي تطبق منطق التشخيص الطبي للمعاناة، يُستخدم فطر اليسروع (Ophiocordyceps sinensis) وهو فطر طبي واقتصادي مشهور عالميا في الطب التيبتي.

## تاريخ
عندما غمرت الثقافة الهندية التبت في القرنين الحادي عشر والثاني عشر، تم أيضًا نقل عدد من النصوص الطبية الهندية. على سبيل المثال، تمت ترجمة خلاصة قلب الطب المنسوبة إلى Vagbhata إلى اللغة التبتية من قبل རིན་ཆེན་བཟང་པོ།
(رينشن زانغبو) (957-1055)، كما استوعبت التبت أدب أبهيدهارما الهندي المبكر؛ مثل أبهيدارماكوساساباسيام الذي كتبه فاسوباندو في القرن الخامس الذي يشرح المواضيع الطبية مثل نمو الجنين، تم بعد ذلك استيعاب مجموعة واسعة من تانترا فاجرايانا الهندية التي تحتوي على ممارسات قائمة على التشريح الطبي في التبت.
يعتقد بعض العلماء أن التانترا الأربعة (rgyud bzhi) روى من قبل بوذا، في حين يعتقد البعض أنه العمل الأساسي གཡུ་ཐོག་ཡོན་ཏན་མགོན་པོ། (يوثوك يونتان غونبو، 708 م)، كثيرا ما يتم تفنيد الرأي السابق بقوله "إذا كان بوذا هو ما قاله، فإن أرجوود بزي يجب أن يكون له نسخة سانسكريتية". مع ذلك لا يوجد مثل هذا الإصدار وأيضا لا يوجد الممارسين الهنود الذين تلقوا سلالة غير متقطعة من rgyud bzhi. وبالتالي، ينبغي اعتبار الفكرة اللاحقة أصيلة وعملية من الناحية العلمية، مع الاعتبار بأن المصدر غير مؤكد.
كانت المعرفة التراكمية لسكان التبت الأصليين عن نباتاتهم المحلية واستعمالاتها المختلفة لصالح صحة الناس التي تم جمعها من قبل སྟོན་པོ་གཤེན་རབ་མི་བོ་ཆེ། "تونبا شينراب ميوش" وانتقل إلى أحد أبنائه، أتقن يوثوك يونتان جونبو في وقتٍ لاحق ولم يكن هناك مؤلف للكتب لأنه في ذلك الوقت كان من غير الصحيح سياسيا ذكر أي شيء يتعلق بون أو الإيمان به.
གཡུ་ཐོག་ཡོན་ཏན་མགོན་པོ། قام (يوثوك يونتان غونبو) بتكييف وتركيب التانترا الأربعة في القرن الثاني عشر. يوجد جدال علمي حول التانترا الأربعة باعتبارها أصولاً هندية أو كما جاء في كلمة المعلم بوذا بهيساجياجورو أو باعتبارها تبتية أصالة. لم يتم تدريسها بشكل رسمي في المدارس في البداية ولكنها تشابكت مع البوذية التبتية. في مطلع القرن الرابع عشر أنشأت عائلة أطباء درانغتي منهجًا دراسيًا للتانترا الأربعة (والأدب التكميلي من مدرسة يوتوك) في ས་སྐྱ་དགོན། (دير ساكيا). الཏཱ་ལའི་བླ་མ་སྐུ་ཕྲེང་ལྔ་བ། (الدالاي لاما الخامس) دعم སྡེ་སྲིད་སངས་རྒྱས་རྒྱ་མཚོ། (ديسي سانجي جياتسو) لتأسيس كلية الطب في شاغبوري في عام 1696. قام شاغبوري بتدريس غيامتسو بلو بيريس بالإضافة إلى التانترا الأربعة في نموذج انتشر في جميع أنحاء التبت جنبا إلى جنب مع التقليد الشفوي.

## أربعة تنترا
التانترا الأربعة (جيوزي،རྒྱུད་བཞི།)) هو نص تبتي أصلي يضم نظما طبية هندية وصينية وإغريقية وعربية. يُعتقد أن التانترا الأربعة نشأت في القرن الثاني عشر ولا تزال تُعتبر حتى اليوم أساس الممارسة الطبية التبتية. التانترا الأربعة هو الاسم الشائع لنص تعليمات التانترا السرية حول الفروع الثمانية، جوهر إكسير الخلود. تعتبر عقيدة طبية واحدة من أربع وجهات نظر وشرح الحكيم فيدياجنانا مظهرهم. أساس التانترا الأربعة هو الحفاظ على توازن المزاجات الجسدية الثلاثة؛ (رئة الرياح، الصفراء mkhris pa، phlegm bad kan.)
التانترا الجذر وهي الخطوط العريضة العامة لمبادئ الطب التبتى، يناقش الأخلاط في الجسم واختلالات التوازن وارتباطها بالمرض. تستخدم التانترا الأربعة الملاحظة البصرية لتشخيص تحليل النبض واللسان وتحليل البول بشكل رئيسي (في المصطلحات الحديثة المعروفة باسم تحليل البول)
التانترا التفسيرية -يناقش هذا القسم بمزيد من التفصيل نظرية التانترا الأربعة ويعطي نظرية عامة حول مواضيع مثل علم التشريح وعلم وظائف الأعضاء وعلم الأمراض النفسية وعلم الأجنة والعلاج.
التانترا التعليمي وهي أطول التانترا هو أساسا تطبيق عملي للعلاج، يفسر بالتفصيل الأمراض التي تسبب اختلال التوازن الخلطي الذي يسبب المرض، كما يصف هذا القسم علاجاتهم المحددة.
التانترا اللاحقة وهي التشخيص والعلاجات، بما في ذلك إعداد الطب التبتي وتطهير الجسم داخل الجسم.
يعتقد البعض أن التانترا الأربعة هي التعاليم الأصلية لبوذا "سيد العلاج" التي تمت ترجمتها من اللغة السنسكريتية ويعتقد آخرون أنها التبتية فقط في إنشاؤها من قبل يوثوغ الأكبر أو يوثوغ الأصغر، مع ملاحظة هاتين النظريتين لا يزال البعض يشكك في مؤلفها الأصلي.
يعتقد المؤمنون بالأصل البوذي للتانترا الأربعة وكيف أصبحت في التبت أنه تم تدريسها لأول مرة في الهند من قبل بوذا عندما ظهر كـ "سيد العلاج". ثم تمت ترجمة التانترا الأربعة في القرن الثامن وعرضها فايروكانا على بادماسامبهافا وإخفائها في دير سامي. أُعيد اكتشافها في النصف الثاني من القرن الحادي عشر، أما في القرن التالي كانت في أيدي يوثوغو الأصغر الذي أكمل التانترا الأربع وتضمن عناصر من الطب التبتي مما يفسر سبب وجود عناصر هندية في التانترا الأربع.
على الرغم من وجود تعليمات مكتوبة واضحة في التانترا الأربعة إلا أن النقل الشفوي للمعرفة الطبية لا يزال عنصرًا قويًا في الطب التبتي، على سبيل المثال قد تكون هناك حاجة للتعليم الشفوي لمعرفة كيفية أداء تقنية الكي.

## ثلاثة مبادئ للوظيفة
مثل الأنظمة الأخرى للطب الآسيوي التقليدي وعلى عكس الطب الحيوي، يضع الطب التبتي أولاً تعريفًا محددًا للصحة في نصوصه النظرية. للحصول على صحة جيدة، تنص النظرية الطبية التبتية على أنه من الضروري الحفاظ على التوازن في مبادئ الجسم الثلاثة للوظيفة [غالبًا ما تُترجم على أنها فكاهة]: rLung (مجفف. Loong)، mKhris-pa (مجفف. Tree-pa) [غالبًا ما تُترجم إلى عصارة]، و Bad-kan (مجفف. Pay-gen) [غالبًا ما تُترجم إلى بلغم].
- rLung [14] هو مصدر قدرة الجسم على دوران المواد المادية (مثل الدم)، الطاقة (مثل نبضات الجهاز العصبي) وغير المادية (مثل الأفكار). في التطور الجنيني، يتجلى تعبير العقل عن المادية في شكل نظام رنغ. توجد خمس فئات فرعية مميزة من rLung لكل منها مواقع ووظائف محددة: Srog-'Dzin rLüng, Gyen-rGyu rLung, Khyab-Byed rLüng, Me-mNyam rLung, Thur-Sel rLüng.
- يتميز mKhris-p [14] بالخصائص الكمية والنوعية للحرارة وهو مصدر العديد من الوظائف مثل التنظيم الحراري والتمثيل الغذائي ووظيفة الكبد والفكر التمييزي. في التطور الجنيني يتجلى تعبير العقل عن العدوان على أنه نظام mKhris-pa. هناك خمس فئات فرعية متميزة من mKhris-pa لكل منها مواقع ووظائف محددة: 'Ju-Byed mKhris-pa, sGrub-Byed mKhris-pa, mDangs-sGyur mKhris-pa, mThong-Byed mKhris-pa, mDog-Sel mKhris-pa.
- يتميز Bad-kan [15] بالخصائص الكمية والنوعية للبرد، وهو مصدر العديد من الوظائف مثل جوانب الهضم، والحفاظ على بنيتنا المادية، والصحة المشتركة والاستقرار العقلي. في التطور الجنيني، يتجسد تعبير العقل عن الجهل في نظام بادكان. وتوجد خمس فئات فرعية متميزة لكل منها مواقع ومهام محددة:rTen-Byed Bad-kan, Myag-byed Bad-kan, Myong-Byed Bad-kan, Tsim-Byed Bad-kan, 'Byor-Byed Bad-kan.

## استخدام
الهدف الرئيسي لحكومة التبت هو تعزيز الطب التبتي التقليدي بين المجموعات العرقية الأخرى في الصين؛ حيث كانت جامعة التبت للطب التبتي التقليدي وكلية الطب بجامعة تشينغهاي ذات يوم سرا رهبانيا خفيا تقدم الآن دورات في هذه الممارسة. بالإضافة إلى ذلك، سافر علماء تبتيون من التبت إلى دول أوروبية مثل إسبانيا لإلقاء محاضرات حول الموضوع. كما واصلت حكومة التبت في المنفى ممارسة الطب التبتي في الهند منذ عام 1961 عندما أعادت إنشاء مين تسي كانغ (معهد الطب والفلك التبتي) ولديها الآن 48 عيادة فرعية في الهند ونيبال.
ووافقت حكومة الهند على إنشاء المعهد الوطني لسوا -ريغبا في ليه لتوفير فرص البحث والتطوير في سوا -ريغبا.